# Вольф Губер
Вольф Губер (нім. Wolf Huber; бл. 1485 — 3 червня 1553) — австрійський художник і архітектор, один з провідних майстрів Дунайської школи.

## Життєпис
Походив з родини малярів. Син художника Ганса Губера. Народився в Фельдкірсі близько 1485 року. Початкову художню освіту отримав в майстерні батька. До 1510 року перебрався до Пассау. Він, ймовірно, відвідав північну Італію, оскільки значна частина його робіт свідчить про застосування прийомів італійського Відродження.
1517 року стає придворним художником Ернста Віттельсбаха, адміністратора єпископства Пассау. 1529 року виступив як архітектор при відновленні палацу Нойберг (на річці Інн) графа Ніколауса II фон Зальма. За успішне виконання цієї роботи отримав від останнього маєток Нойфельс. Надалі виконував інші замовлення фон Зальма.
У 1542 році зберіг статус придворного художника при новомуєпископі Пассау Вольфгангу фон Зальмі. Водночас отримав право не підпорядковуватися місцевій гільдії художників. Помер Губер в 1553 році.

## Творчість

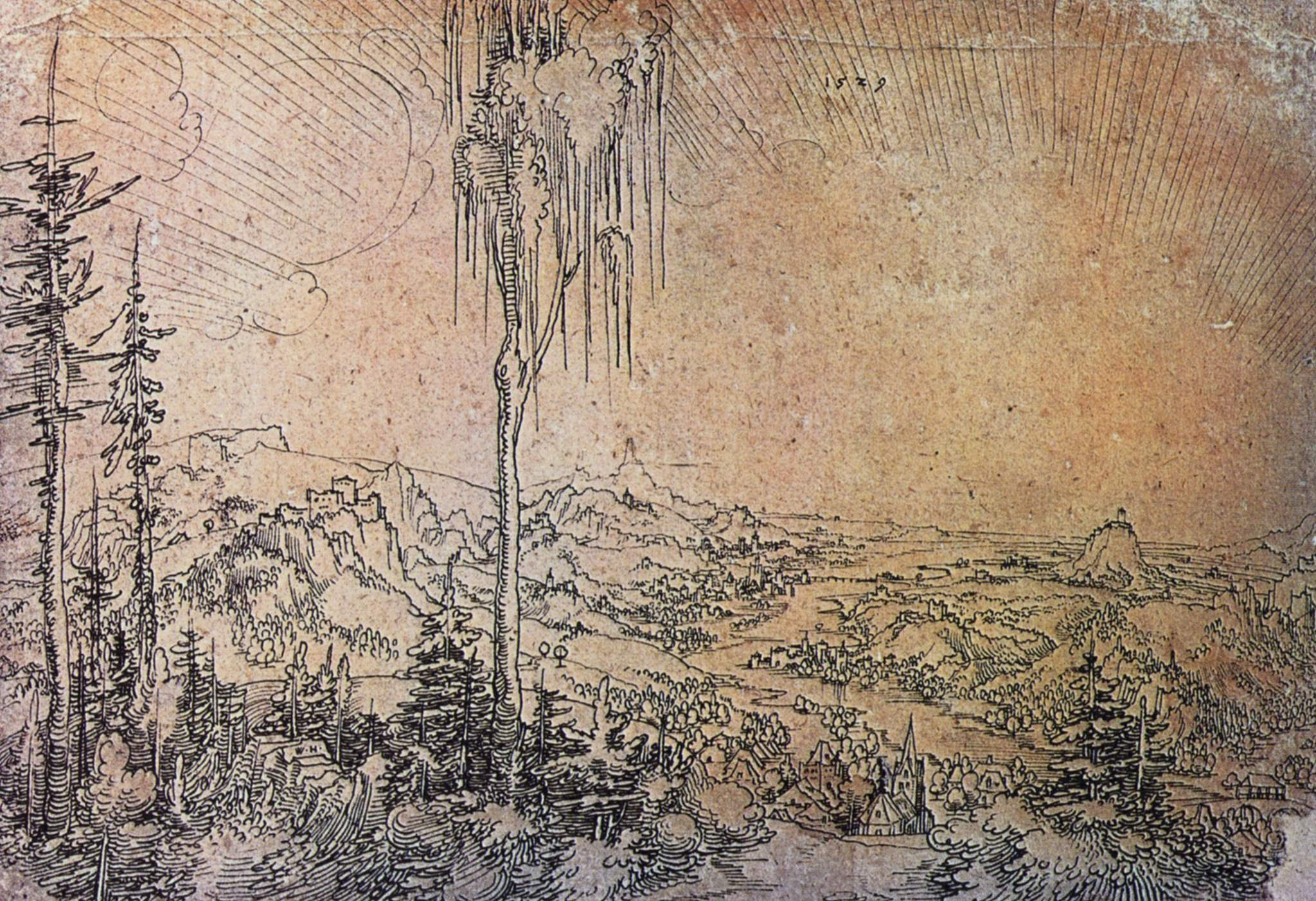
Передальпійський краєвид

В його доробку близько 100 малюнків, 10 кольорових гравюр, а також близько 30 картин, авторство яких приписується Вольфу Губеру. Одне з ключових місць в роботах займає пейзаж. Йому властиво космічне бачення природи.
Вельми примітні виконані з натури різноманітні ландшафти, заради яких він спеціально подорожував Австрією, Зальцбургом і Пассау. У ранніх роботах глибоко переживаються почуття простору. Згодом, художник прийшов до типу величного пейзажу, що вражає неосяжністю простору і інтенсивністю кольору.
Головною ж його роботою вважається вівтар Святої Анни, який художник виконав для церкви свого рідного Фельдкірха в 1515—1521 роках. Тепер окремі частини зберігаються в Музеї землі Форарльберг, приватних і міських колекціях. Тут помітно впевнене володіння прийомами лінійної перспективи, мальовничість архітектурних антуражів, строкато локальні барвисті гами.
Виразність фігурних мізансцен, виконаних Губером, досягає особливої гостроти в нічному «Бичуванні Христа» (1525 рік, монастир Санкт-Флоріан).
Вівтарні композиції 1520-х років нерідко включають яскраві образи природи «Моління про чашу» (Стара пінакотека, Мюнхен); «Втеча до Єгипету» (Картинна галерея Державних художніх зібрань, Берлін). В першій роботі Христос схожий на народного проповідника. Колорит картини побудований на драматичних тональних відносинах, а простір заднього плану поділено скелею на дві часовічастини: в правій частині ще імлиста ніч, де помітні фігури Юди та його супутників, зліва ранок з зеленими деревами — Гетсиманський сад і символ близького Воскресіння. В останній художник вперше застосував контражур та падаючі вперед до глядача тіней. Надалі застосовував світлові ефекти в гравюрах «Святий Христофор» і «Святий Георгій».
Особливе місце займають пейзажні малюнки, зроблені переважно пір'ям. Темою були динамічні композиції — спершу досить топографічно-точні, пізніше все більш узагальнені, що передають світ природи як живе ціле. В них з часом посилюються риси маньєризму, насамперед в «самомилування» віртуозними розчерками або в таких химерних деталях, як сплощений сонячний диск.
Для світорозуміння художника важлива гравюра «Розп'яття». У ній відбилися ідеї «Нового благочестя» (Devotio moderna — духовного руху в католицизмі початку XV ст.), почуття єдності мікрокосму і макрокосму, а також концепція, близька до пантеїзму, але відрізняється тим, що світ існує в Бога, яка не безособовий і не розчиняється у світі. У цій гравюрі виражена неоплатонічна концепція еманації: Сонце трактується як образотворчий синонім Бога, що пояснює увагу художника до мотиву променів світла.
З 1535 року стиль змінюється: художник відмовляється від достатку форм і їх пластичної передачі, переважне значення отримує точка зору вдалечінь на ландшафт. До таких малюнків відносяться «Гірський пейзаж», «Озерний пейзаж» і «Великий гірський пейзаж». Земний світ здається в них фрагментом Всесвіту.
До пізнього періоду творчості належить створена під впливом маньєризму «Алегорія Хреста» (Художньо-історичний музей, Відень).
Вольф Губер також звертається до водяних фарб. Відомо дві його акварелі: відрізняється надзвичайним багатством колориту «Фантастичний пейзаж» (Музей Бойманс) і «Передальпійський пейзаж». В останньому малюнку символічний колір: небо забарвлене блідо-рожевим і нагадує гранат, одним зі значень якого було воскресіння.
Працював також як портретист. Найбільший інтерес становить написаний ним між 1544 і 1549 роками портрет гуманіста, географа та астронома Якоба Ціглера (зберігається в Музеї історії мистецтва, Відень). Площинна постать останнього виконана за канонами того часу, але контрастно зіставлена з панорамно-вселенським ландшафтом.

## Роботи
- «Голгофа» (1502 рік)
- «Озеро Мондзеє з горою Шафберг» (1510 рік)
- «Вигляд Урфара» (бл. 1510 року)
- «Лісова хатина» (1514 рік)
- «Верби біля млина» (1514 рік)
- «Верби біля струмка» (1514 рік)
- «Міст» (1515 рік)
- «Розп'яття» (бл. 1516 року)
- вівтар Святої Анни (1515—1521 роки)
- «Прощання Христа з матір'ю» (1518 рік)
- «Святий Христофор» (бл. 1518—1520 роки)
- «Святий Георгій» (1520 рік)
- «Фантастичний пейзаж» (1522 рік)
- «Пейзаж з дубами» (1523 рік)
- «Вид Фельдкірха» (1523 рік)
- «Оплакування Христа» (1524 рік)
- «Бичування Христа» (1525 рік)
- «Моління про чашу» (бл. 1525 рік)
- «Втеча до Єгипту» (бл. 1525—1530 роки)
- «Зустріч Марії з Єлизаветою» (бл. 1525—1530 роки)
- «Передальпійський пейзаж» (1532 рік)
- «Гірський пейзаж» (1535 рік)
- «Алегорія Хреста» 1530-ті
- «Озерний пейзаж» (1541 рік)
- «Великий гірський пейзаж» (1541 рік)
- «Місто з великим мостом» (1542 рік)
- Портерт Якоба Циглера (1544—1549 роки)